# Párizsi szerződés (1657)
A párizsi szerződést 1657. március 23-án (más forrás szerint május 9-én) írták alá XIV. Lajos francia király és Oliver Cromwell, Anglia Lord Protectora meghatalmazottai. A szerződéssel katonai szövetség jött létre a Francia Királyság és a köztársasági Anglia („Commonwealth”) között, mely Spanyolország ellen irányult. A szövetségesek harctéri győzelmei hozzájárultak az 1635–1659-ös francia–spanyol háború és az 1654–1660-as angol–spanyol háború lezárásához.

## Előzmények
Az 1640-es évek végén Spanyolország több háborús konfliktusba került, mind az ország területén belül, mind európai külbirtokain, mind tengerentúli gyarmatainak területén. 1640-ben kirobbant a portugál restaurációs háború (1640–1668). 1648-ben a vesztfáliai békeszerződések aláírásával a harmincéves háború és a hollandok ellen vívott nyolcvanéves háború lezárult ugyan, de Franciaország továbbra is támadólag lépett fel Spanyolország ellen, mert kevesellte az elnyert spanyol területeket. A folytatódó francia–spanyol háború alatt XIV. Lajos francia király támogatta a portugál elszakadáspártiakat és az 1640–1659 között zajló katalóniai felkelést is (Guerra dels Segadors).
A spanyolok kezén maradt Dél-Németalföld a spanyol hadvezetés stratégiai fontosságú pontja volt. Franciaország északi határánál feküdt, szemben a Brit-szigettel. Tengeri kikötői a spanyol flotta bázisául szolgáltak, és fenyegetést jelentettek mindkét ország számára. Az 1650-es évek közepéig a Francia Királyság az angol royalista emigrációt, a „gavallérokat” (cavaliers) támogatta, akik II. Károly hatalomra juttatásáért harcoltak.
1654-ben az Oliver Cromwell Lord Protector vezetése alatt álló republikánus „Angol Nemzetközösség” (English Commonwealth) hivatalosan is hadat üzent Spanyolországnak a nyugat-indiai tengeri kereskedelmi versenytárs kiszorítására. Kitört az 1654–1660-as angol–spanyol háború. 1656-ban a trónkövetelő II. Károly Brüsszelben szövetségi szerződést kötött Spanyolországgal.
A spanyol nagyhatalom elleni közös fellépés érdekében Oliver Cromwell személyes megbízottját, unokahúgának férjét, a skót Sir William Lockhartot (1621–1675) küldte Párizsba Mazarinhez, hogy puhatolja ki szándékait. Anglia és Franciaország félretette vallási és politikai nézeteltéréseit, 1657-ben megállapodtak, hogy katonai szövetséget kötnek Spanyolország és az Egyesült Tartományok ellen.

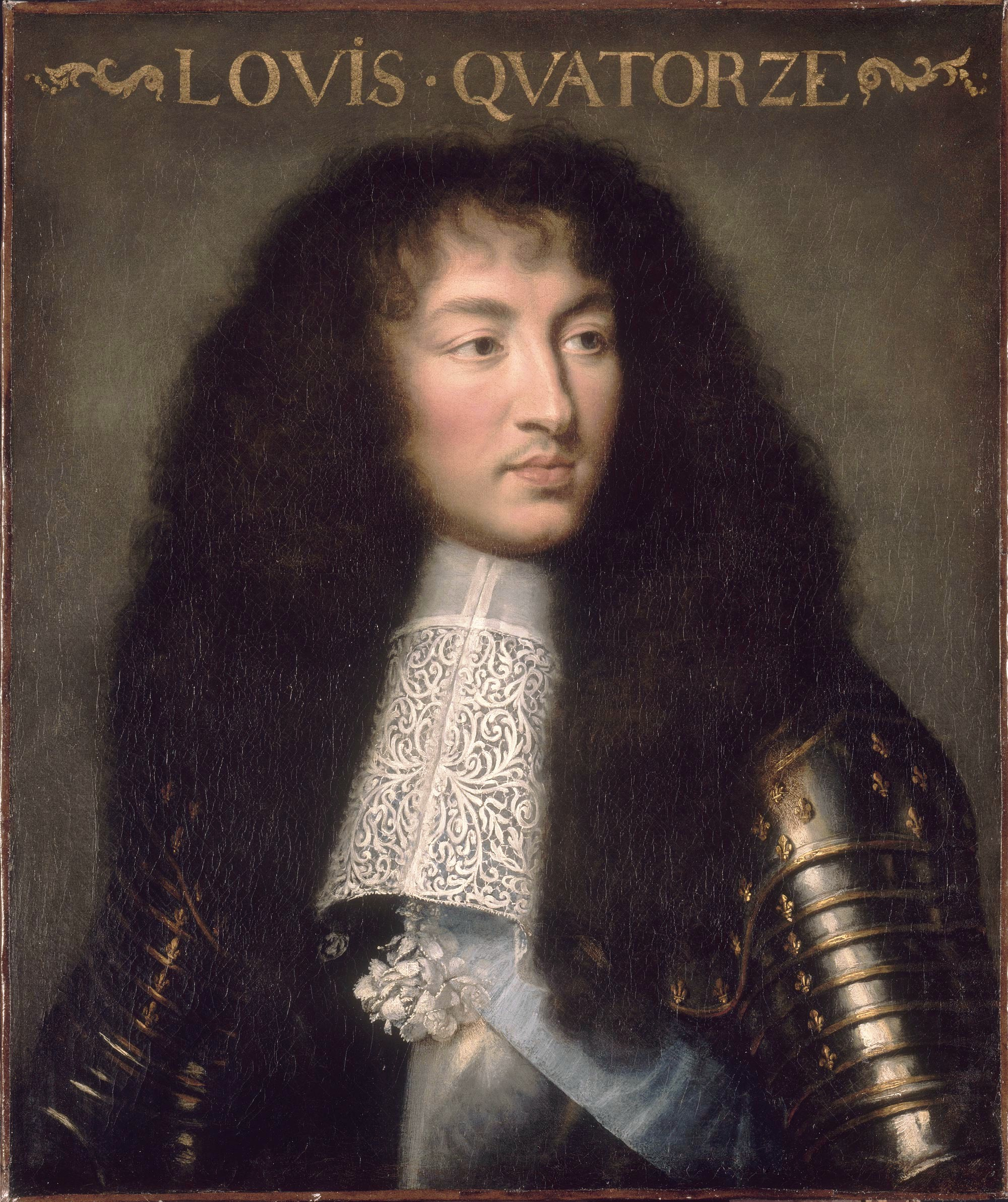
XIV. Lajos francia király
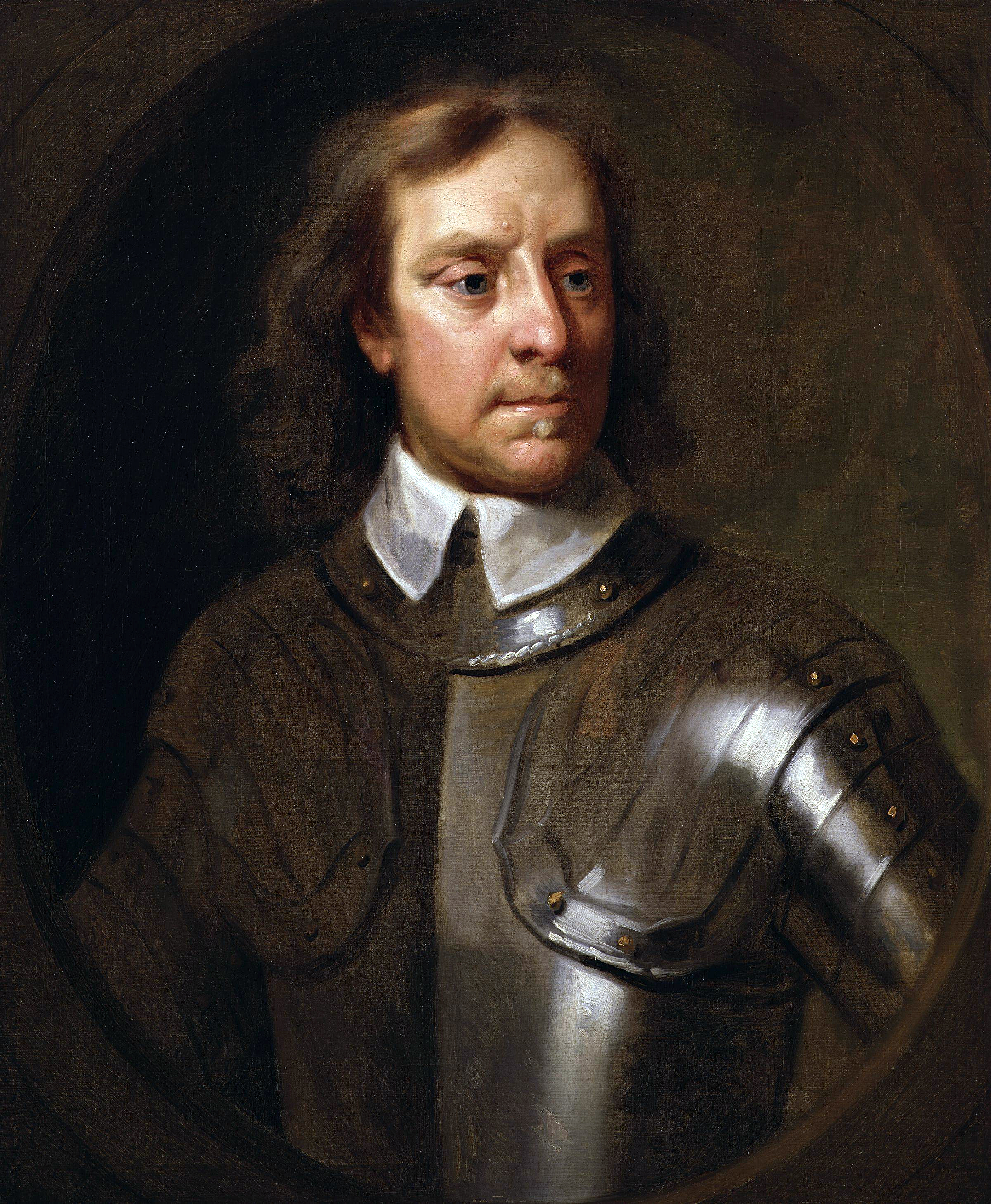
Oliver Cromwell, Lord Protector
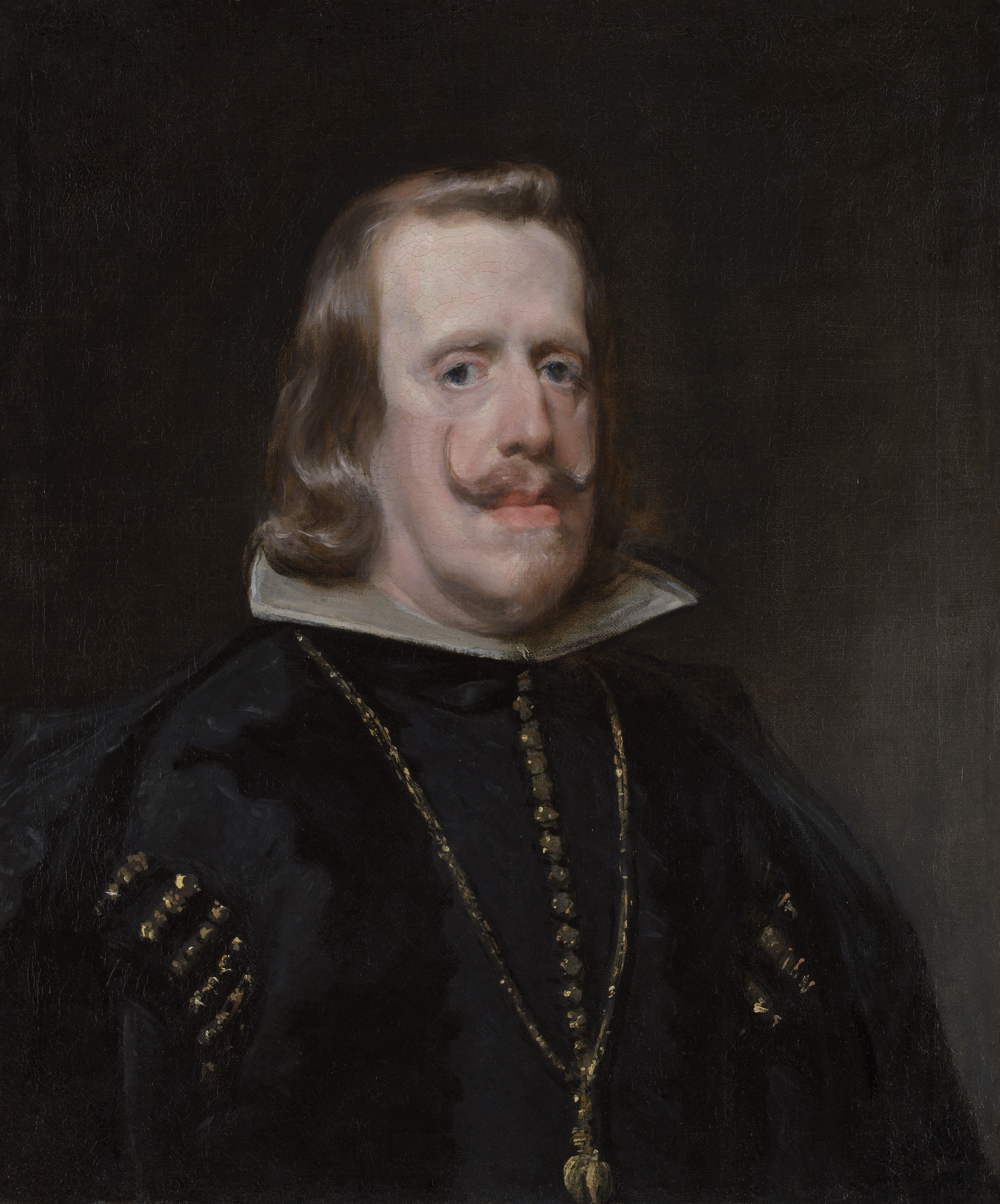
IV. Fülöp spanyol király

## A szerződés tartalma
A Párizs aláírt kétoldalú szerződés fő rendelkezései:
- Az aláíró felek egyike sem köthet szövetséget Spanyolországgal.
- Területeik kölcsönösen megvédelmezik harmadik fél támadásaival szemben.
- Anglia csatlakozik Franciaországhoz a Spanyolország ellen vívott flandriai háborúban. Franciaország 20 000 katonát állít ki, Anglia további 6000 katonát küld, akik francia parancsnokság alatt harcolnak. A francia szárazföldi hadműveletek támogatására Anglia legalább 36, legfeljebb 40 hadihajót állít ki, melyek a La Manche csatornán tevékenykedve megakadályozzák Spanyol-Németalföld hajóinak mozgását, amely ellen Franciaország visel hadat a francia-spanyol háborúban.
- A felek közös katonai akciót határoztak el a flandriai Oostende (Ostend), Dunkerque, Nieuwpoort (Nieuport) és Gravelines (Grevelingen) városok ostromára. Franciaország a szárazföldi hadsereggel, Anglia pedig a tengeri flottával vesz részt. Ezek a városok Anglia birtokába kerülnek. A Németalföldön elfoglalt területek birtokosa Franciaország lesz.
- A szövetség támogatja Svédország fellépését Dánia–Norvégia és a Lengyel–Litván Unió ellen, hogy megkönnyítse Danzig (Gdańsk) svédek általi elfoglalását.
- Anglia támogatja Franciaországot Katalónia megszerzésében és a toszkánai Porto Longone (ma: Porto Azzurro) kikötőváros elfoglalásában, és elfogadja, hogy hogy ezek a területek francia ellenőrzés alatt maradnak.
- A szövetség minden olyan országot befogad, amely Spanyolország ellen lép fel.
- A megállapodást tényét mindkét fél titokban tartja.
- Anglia az általa elfoglalt területeken tiszteletben tartja a katolikus vallást.

Az eredetileg egy évre tervezett szerződést 1658 márciusában egy évre megújították.

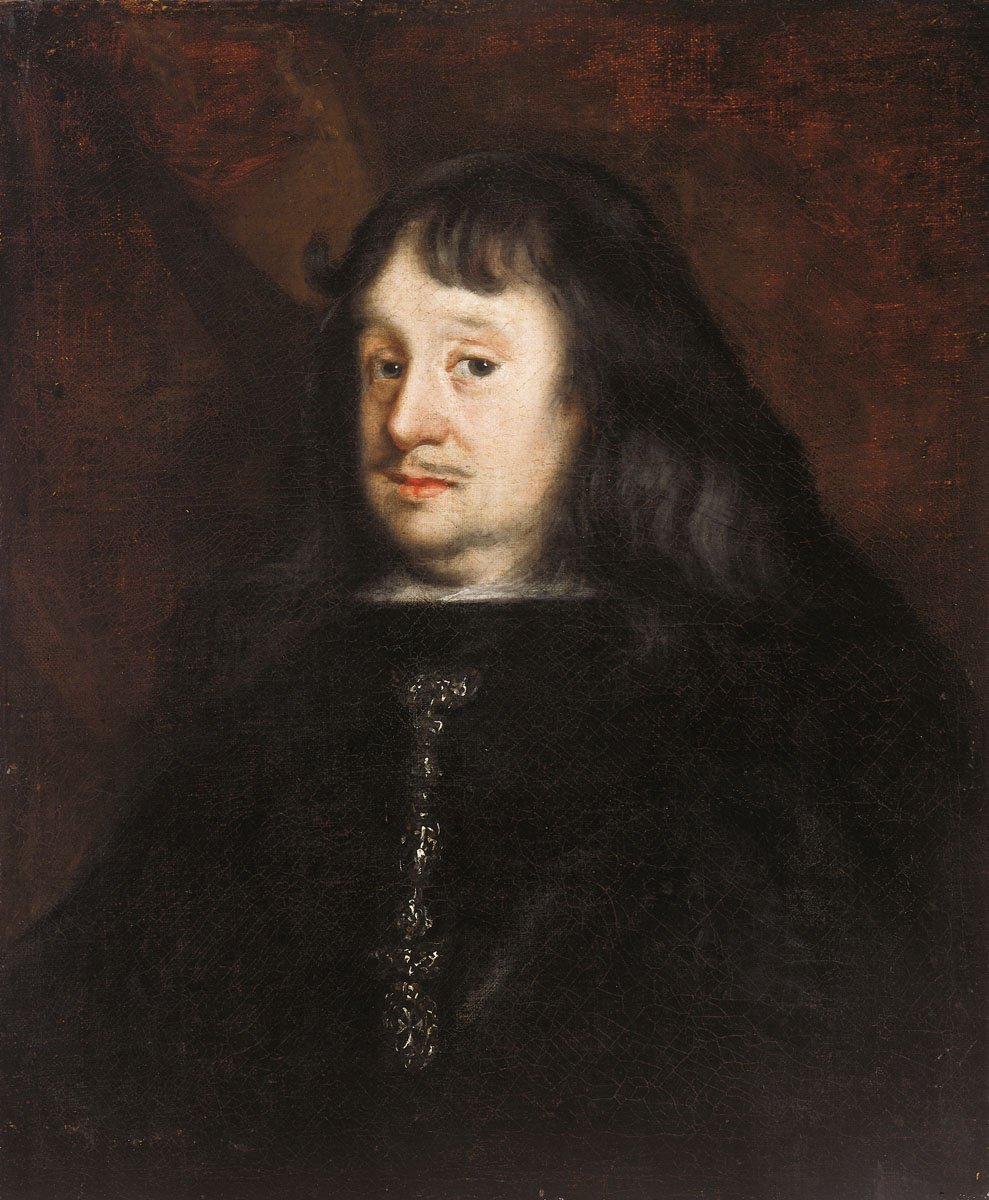
Don Juan José de Austria
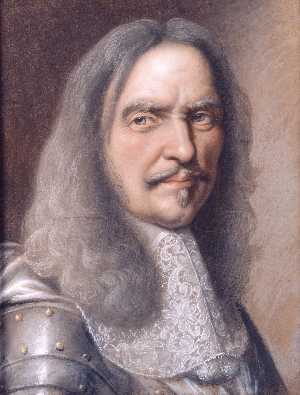
Turenne marsall
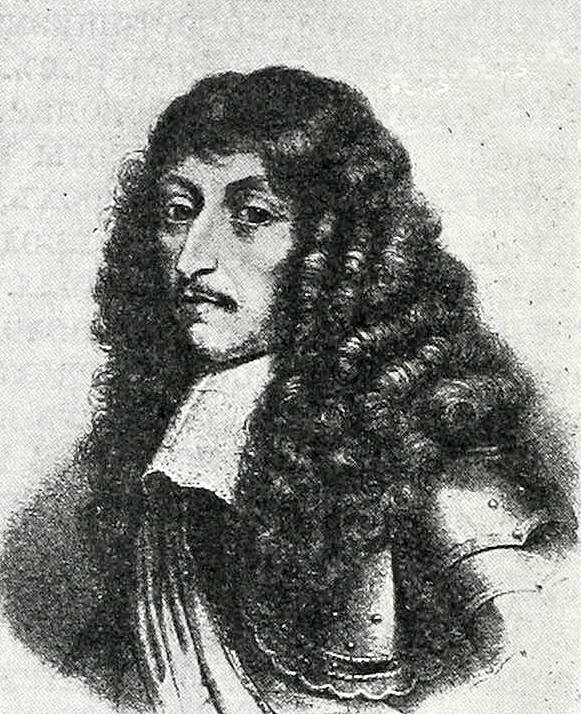
Louis de Condé

## Következmények
A szövetségi szerződés megnyitotta az utat a fontos spanyol-németalföldi kikötővárosok meghódítása felé 1657-ben és 1658-ban.
Az angol flotta blokád alá vette a flandriai kikötők bejáratait. 1657 júniusában Oliver Cromwell által felállított „új mintahadsereg” (New Model Army), John Reynolds (1625–1657) parancsnoksága alatt csatlakozott a  Turenne marsall francia csapataihoz Saint-Quentin-ben, hogy szembeszálljon a flandriai spanyol hadsereggel, melyet Juan José de Austria, Spanyol-Németalföld kormányzója és a a spanyol szolgálatba állt Louis de Bourbon-Condé (a „Nagy Condé”) herceg irányított. A spanyol terciókat a flandriai száműzetésben élő II. Károlyhozhoz hű angol royalista csapatok is támogattak.

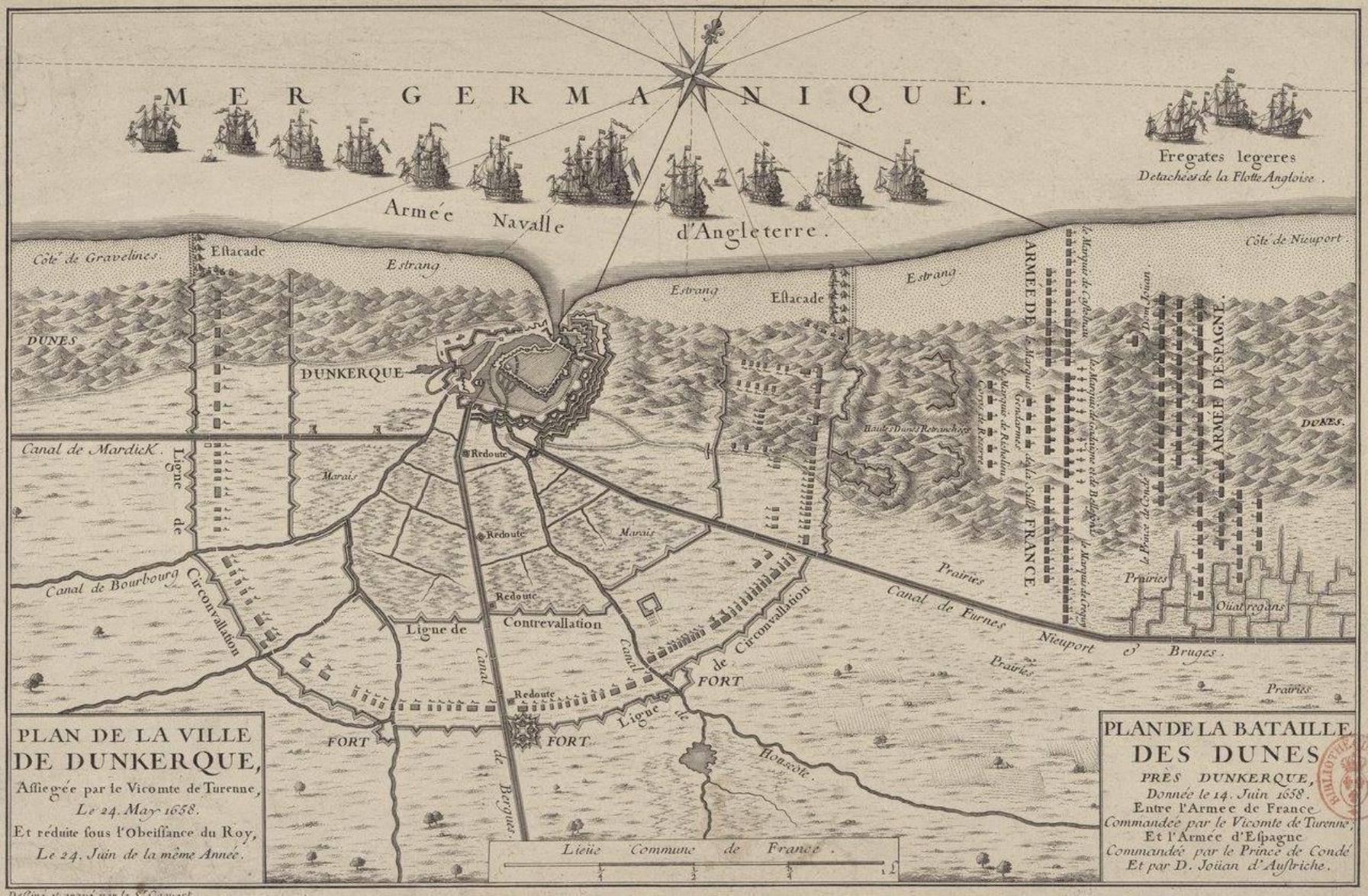
Dunkerque ostroma és a dűnék csatája (1658)

1657 szeptemberében az angol–francia hadsereg meghódította Mardijk (Mardyk) erődjét (ma Dunkerque város része) és felvonult Gravelines ostromára, ahonnan azonban a védők erős ellenállása miatt vissza kellett vonulniuk. A következő év, 1658 elején Anglia és Franciaország megújította a szövetségi szerződést. 1658. június 14-én Dunkerque mellett a dűnék csatájában Turenne marsall serege legyőzte a Condé hercege által vezetett flandriai spanyol hadsereget, és 23-án elfoglalta Dunkerque városát. A szerződés értelmében a várost (Mardijkkal együtt) XIV. Lajos még aznap átadta az angoloknak, kormányzója Sir William Lockhart lett. Dunkerque megszerzése Cromwell egyik legsürgősebb célja volt, biztosítsa a jogosított kalózok, a privateerek mozgását, akik a spanyol kereskedelmi flottát fosztogatták és zsákmányukból az államkincstár jelentős bevételhez jutott.
Az angol-francia szövetséges szövetséges hadsereg augusztusban bevette Gravelines-t, szeptemberben pedig Ypres-t. Ezeket Franciaország kapta meg. Cromwell 1658 szeptemberében meghalt, az angol–francia szövetséget másodszor már nem újították meg, de erre már nem is volt szükség. 1659-ben IV. Fülöp és XIV. Lajos megkötötték a pireneusi békeszerződést, amely a győztes Franciaországot európai nagyhatalommá tette.